# Вигнеровский кристалл
Ви́гнеровский кристалл — упорядоченное состояние электронов, находящихся в поле положительного, равномерно распределённого заряда.

## Простое объяснение
Термином кристалл в физике принято называть систему, у которой потенциальная энергия намного больше кинетической. Для множества электронов термином вигнеровский кристалл обозначают основное состояние кристаллической решётки, при котором {\displaystyle E_{kin}\ll E_{pot}}. Из-за соотношения неопределённостей кинетическую энергию нельзя положить равной 0, её минимальное значение даётся формулой
{\displaystyle \min E_{kin}\approx {\frac {\hbar ^{2}}{2m^{*}L^{2}}}},
где {\displaystyle m^{*}} — эффективная масса электрона, {\displaystyle p\approx \hbar /L} — его импульс, {\displaystyle L} — расстояние между электронами.
Согласно теоретическим расчётам вигнеровский кристалл наиболее устойчив при {\displaystyle L\approx 37,5a_{0}}, где {\displaystyle a_{0}} — боровский радиус.

## Детальное рассмотрение
Вигнеровский кристалл образуется при низких температурax, если среднее расстояние между электронами значительно больше боровского радиуса. Вигнер показал, что минимальной энергией обладает состояние, в котором электроны локализованы и совершают малые колебания вблизи положений равновесия — узлов вигнеровской решётки. Минимум энергии обеспечивается уменьшением энергии кулоновского отталкивания электронов при образовании ими решётки. Кинетическая энергия электронов (равная при {\displaystyle T=0} К энергии их нулевых колебаний вблизи положения равновесия) меньше потенциальной энергии на фактор {\displaystyle n^{1/3}a_{0}\ll 1}, где {\displaystyle n} — концентрация электронов, {\displaystyle a_{0}} — боровский радиус.
При увеличении плотности электронов потенциальная и кинетическая энергии становятся сравнимыми, и при {\displaystyle na_{0}^{3}\sim 1} устойчивым состоянием является не кристалл, а однородная «электронная жидкость». «Плавление» вигнеровского кристалла происходит также при повышении температуры. Вигнеровский кристалл обладает обычными свойствами кристаллических тел; в нём, в частности, отличен от 0 модуль сдвига и возможно распространение сдвиговых волн.
Энергия вигнеровского кристалла не изменяется при смещении всей электронной решётки относительно однородного положительного фона. Поэтому во внешнем электрическом поле {\displaystyle E} решётка электронов движется как целое относительно фона. Такой механизм электропроводности называется фрелиховской проводимостью, характерной для всех структур, в которых образуются волны зарядовой плотности, частным случаем которых является вигнеровский кристалл.
Если положительный фон не является однородным, то происходит «зацепление» (пиннинг) электронной решётки за неоднородности и фрелиховская проводимость возможна лишь, если электрическое поле {\displaystyle E} превосходит критическое поле {\displaystyle E}кр, которое зависит от энергии зацепления.
Если положительный фон обладает периодичностью, то в решётке вигнеровского кристалла возникает периодическая модуляция плотности электронов. В зависимости от того, выражается ли отношение периодов электронной решётки и фона рациональным числом или иррациональным, возникает соизмеримая или несоизмеримая структура. Равновесным
состояниям соответствуют минимумы энергии, разделённые потенциальными барьерами.
Реализация вигнеровского кристалла в трёхмерных твёрдых телах затруднительна из-за наличия примесей, компенсирующих объёмный заряд электронов. Иначе обстоит дело в двумерных системах — структурах металл — диэлектрик — полупроводник, электронов над поверхностью жидкого гелия и в других системах, где положительные и отрицательные заряды разнесены в пространстве на расстояние, значительно превышающее среднее расстояние {\displaystyle d} между зарядами каждого слоя. Этим обеспечивается однородность фона.
В графене вигнеровская кристаллизация отсутствует, и, не рассматривая спинового взаимодействия, можно утверждать, что электроны одинаково взаимодействуют при любых концентрациях

## Экспериментальные обнаружения

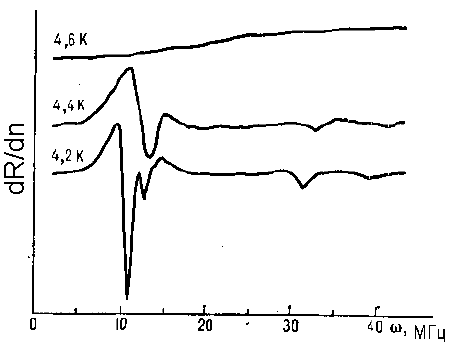
Резонансное поглощение электромагнитных волн из-за образования вигнеровского кристалла

Экспериментально вигнеровский кристалл наблюдался впервые Граймсом (С. Grimes) и Адамсом (G. Adams) (США) в 1979 году для электронов над жидким гелием. Электрическое поле, создаваемое электродом {\displaystyle A}, несущим положительный заряд плотностью {\displaystyle q}, удерживает над поверхностью гелия электроны, плотность которых {\displaystyle n<q/|e|}. При низких температурax электроны располагаются в узлах треугольной решётки с периодом {\displaystyle d=2^{1/2}3^{-1/4}n^{-1/2}\geq 2\cdot 10^{-5}} см, что во много раз меньше толщины слоя гелия ~ 1 мм. Из-за небольшой деформации поверхности под каждым электроном при их движении в касательном переменном электромагнитном поле возбуждаются капиллярные волны частотой {\displaystyle \omega }. Возникновение упорядоченного состояния приводит к резонансному поглощению электромагнитного излучения на частотах, при которых длины капиллярных волн кратны периоду вигнеровской решётки.
«Холодное» плавление вигнеровского кристалла в этой системе не осуществимо, так как при повышении плотности электронов заряженная поверхность гелия становится неустойчивой. Плавление двумерного вигнеровского кристалла при повышении температуры является примером топологического фазового перехода. Он происходит из-за того, что при высоких температуpax становится выгодным образование дислокаций в электронной решётке, что приводит к её разрушению. Такой механизм плавления подтверждается как моделированием при помощи компьютера, так и экспериментально измеренными значениями температуры плавления и зависимости поперечной жёсткости от температуры.